# Ion Hartulari-Darclée

Ion Hartulari-Darclée (n. 7 iulie 1886, Paris, Franța – d. 2 aprilie 1969, București, România) a fost un dirijor și compozitor român, singurul fiu al sopranei Haricleea Darclée și a lui Iorgu Hartulari.

## Biografie
A studiat cu maeștri de seamă, ca André Gédalge, Xavier Leroux și Charles-Marie Widor.
S-a întors în țară în plină maturitate creatoare și a activat, ca dirijor al Orchestrei simfonice a Radiodifuziunii, timp de un sfert de veac, la alcătuirea și formarea artistică a orchestrei de studio. Între timp, a continuat să compună.

## Lucrări
Este autor de opere și operete (Amorul mascat, Capriciu antic, Amazoana, Miracolul cameliilor, Zig-Zag, Operetta, Margery), muzică vocal-simfonică (poemul Visul lui Bălcescu), simfonii (Vârful cu dor) precum și suita Picturi de Grigorescu.

## Distincții
- Medalia Muncii (13 octombrie 1953) pentru contribuția sa la „munca de pregătire și desfășurare a celui de-al IV-lea Festival Mondial al Tineretului și Studenților pentru Pace și Prietenie⁠(d)”[7]
- Ordinul Muncii clasa a III-a (7 mai 1954) „pentru merite deosebite în domeniul radiodifuziunii”[8]
- titlul de Artist Emerit al Republicii Populare Romîne (29 mai 1956) „pentru merite deosebite în activitatea artistică și pentru merite deosebite în domeniul dezvoltării radioului în țara noastră”[9]
- Ordinul Muncii clasa a II-a (17 octombrie 1962) „pentru activitate îndelungată și merite deosebite în creația literară și în domeniul muzicii, [...] cu prilejul împlinirii a 75 de ani de la nașterea sa și a 50 de ani de activitate artistică”[10]